# Södermanlandsbrigaden
Södermanlandsbrigaden (MekB 10) var en mekaniserad brigad inom svenska armén som verkade i olika former åren 1943–1974 och 1982–2000. Förbandsledningen var förlagd i Strängnäs garnison i Strängnäs.

## Historik
Södermanlandsbrigaden sattes upp åren 1942–1943, under namnet 10. pansarbrigaden, genom att fältregementet (krigsförbandet) Södermanlands regemente (I 10) omorganiserades till en pansarbrigad. År 1949 antog brigaden namnet Södermanlandsbrigaden (PB 10).
I samband med att Göta livgarde (I 2) avvecklades 1939, delades dess stridsvagnsbataljon upp i två pansarbataljoner och fördelades till Skaraborgs regemente (I 9) och Södermanlands regemente (I 10). 
Åren 1942–1943 satte Södermanlands regemente upp 10. pansarbrigaden genom att det tidigare fältregementet (krigsförbandet) Södermanlands regemente (I 10) omorganiserades till brigad. Brigaden var Sveriges första pansarbrigad och aktiv fram till åren 1949, då Sveriges samtliga brigader och fältregementen kom att omorganiseras till en ny brigadmodell som beslutades i samband med försvarsbeslutet 1948. Beslutet medförde att samtliga fältregementen och motor-, cykel- och kavalleribrigader avvecklades och ersattes med infanteri- och pansarbrigader. 10. pansarbrigaden kom då tillsammans med en infanteribataljon ur fältregementet Stockholms infanteriregemente att bilda Södermanlandsbrigaden (PB 10).
År 1957 kom brigaden tillsammans med regementet att omorganiserades till pansarinfanteri, vilken i sin tur ledde till att brigaden avfördes från pansartrupperna och omorganiserades till infanteribrigad och fick IB 10 som beteckning. I samband med pansartruppernas omorganisation 1963, återfördes brigaden till pansartrupperna och återfick sin gamla beteckning PB 10.
Genom Kungl. Maj:ts proposition 1973:135 kom dock riksdagen att besluta att regementet skulle utgå ur pansartruppernas organisation samt att pansarutbildningen skulle bli ersatt med infanteriutbildning. Den 30 juni 1974 upplöstes brigaden. Även om brigaden upplöstes, kom regementet dock aldrig att utgå ur pansartruppernas organisation, det på grund av att regementet från 1977 fick utbildningsansvar för sex bandpansarvärnskompanier ingående i infanteribrigaderna i mellersta Sverige.
Inför försvarsbeslutet 1982 hade försvarskommittén uttalat att armén var i behov av mekaniserade enheter för anfallsstrid. Med riksdagsbeslutet kom brigaden återuppsättas 1983/1984 som 10. mekaniserade brigaden, och blev Sveriges första mekaniserad brigad. Stommen till brigaden hämtades ur 6. pansargruppen, vilken hade bildats i samband med att Blåa brigaden (PB 6) upplöstes. 6. pansargruppen hade haft Upplands regemente (S 1/Fo 47/48) som mobiliseringsmyndighet, men överfördes till Södermanlands regemente (P 10/Fo 43) i samband med att brigaden bildades.
Inför försvarsbeslutet 1992 föreslog regeringen att krigsorganisationen skulle spegla fredsorganisationen. Därmed föreslogs att brigaden vid Södermanlands regemente skulle avskiljas, och bilda ett självständigt kaderorganiserat krigsförband. Den 1 juli 1994 avskildes brigaden från regementet, och blev ett kaderorganiserat krigsförband inom Mellersta militärområdet (Milo M). Brigaden ingick från 1994 i Östra arméfördelningen (4. förd).
Inför försvarsbeslutet 2000 föreslog regeringen i propositionen att avveckla fem infanteribrigader samt en mekaniserad brigad. Detta då regeringen ansåg att bibehålla dem skulle kräva omfattande investeringar för att kunna utgöra enheter för mekaniserad utbildning. Vidare ansågs att deras övnings- och skjutfält i vissa fall var begränsande.
Genom försvarsbeslutet 2000 upplöstes och avvecklades Södermanlandsbrigaden (MekB 10) den 30 juni 2000. Brigadens utbildningsbataljon överfördes den 1 juli 2000 till Södermanlands regemente (P 10).

## Verksamhet
När Göta livgarde (I 2) upplöstes 1939, kom regementets stridsvagnsbataljon att fördelas på två nya pansarbataljoner vid Skaraborgs regemente (I 9) och Södermanlands regemente (I 10). När brigaden bildades, under namnet 10. pansarbrigaden, antog den brigadorganisationen Pansarbrigad 43.
Genom försvarsbeslutet 1948 kom brigaden att omorganiseras till Pansarbrigad 49. Detta med bakgrund att Sveriges samtliga brigader och fältregementen kom att omorganiseras till en ny brigadmodell som beslutades i samband med försvarsbeslutet 1948.
Beslutet medförde att samtliga fältregementen och motor-, cykel- och kavalleribrigader avvecklades och ersattes med infanteri- och pansarbrigader. 10. pansarbrigaden kom då att omorganiseras till Södermanlandsbrigaden (PB 10). När brigaden omorganiserades 1949, kom Svea livgarde (I 1) att utbilda för pansarinfanteri, medan Södermanlands regemente stod för pansartrupper till Södermanlandsbrigaden. 
Åren 1957–1963 var brigaden organiserad som en infanteribrigad. Från 1963 organiserades brigaden återigen som pansarbrigad, och antog brigadorganisation Pansarbrigad 63 (PB 63). Den nya brigadorganisation medförde att hela Södermanlandsbrigaden utbildades vid Skaraborgs regemente, det vill säga både stridsvagns- och pansarskytte förbanden.
När brigaden upplöstes 1974, kom delar av brigaden att organiseras som en fristående gruppstab med tre skyttebataljoner typ Ö (öppen terräng), samt sex fördelningsstridsvagnskompanier.
Efter riksdagsbeslutet med att en mekaniserad brigad skulle vara organiserad 1983/1984, kom brigadstaben bildas 1982/1983. Dock kom 1. pansarbataljonen ur 6. pansargruppen redan 1981/1982 att överföras till Södermanlands regemente. Från 1983/1984 kom brigaden vara organiserade som en mekaniserade brigad, med två mekaniserade bataljoner samt en pansarbataljon. Brigadens luftvärnskompani och pansarvärnskompani överfördes från Gula brigaden (IB 1), vilken utgick ur krigsorganisationen sommaren 1985.
Den nya brigaden stod förrådsställd i mobiliseringsförråd på båda sidorna om Mälaren. Detta med anledning av att Upplands regemente (S 1) som haft mobiliseringsansvar för 6. pansargruppen. Och efter bataljonerna överförts till Södermanlands regemente och bildat den nya brigaden, kom halva brigaden ändå att kvarstå med mobilisering inom Upplands försvarsområde. Det då militärbefälhavaren för Östra militärområdet ansåg att brigadens huvuduppgift låg norr om Mälaren.
I samband med att brigaden sommaren 1994 avskiljdes från regementet, blev den stora skillnaden att chefen för brigaden nu var helt ansvarig för utbildningen och produktion av förband till brigaden. Brigadens grundutbildningsbataljon organiserades i princip fyra utbildningskompanier. Ett mekaniserat skyttekompani, ett mekaniserat stridsvagnskompani, ett underhållskompani samt ett depåkompani och en insatsstyrka. Från 1994 blev brigadens huvudsystem Stridsvagn 121 (Strv 121) och Pansarbandvagn 302 (Pbv 302).

### Internationell verksamhet
År 1993 stod brigaden för uppsättandet av BA 01. Vilken var den första bataljonen av de så kallade bosnienbataljonenerna. Till bataljonen svarade brigaden för bataljonschef, pansarskyttekompani och ett stab- och trosskompani. År 1999 bidrog Södermanlandsbrigaden även med att sätta upp KS 01, vilken var den första bataljonen i Svenska Kosovostyrkan.

### Bataljoner
- Brigadstaben
  - 10. brigadledningskomapniet
  - 10. mekaniserade spaningskompaniet
- 101. mekaniserade bataljonen
- 102. mekaniserade bataljonen
- 103. mekaniserade bataljonen
- 104. mekaniserade pansarvärnsbataljonen
- 10. mekaniserade luftvärnsbataljonen
- 10. mekaniserade underhållsbataljonen
- 10. mekaniserade pionjärbataljonen
- 10. mekaniserade haubitsbataljonen

## Heraldik och traditioner
Södermanlandsbrigaden delade heraldik och traditioner med Södermanlands regemente.

## Materiel vid förbandet
- 1958–1974: Stridsvagn 74
- 1967–2004: Pansarbandvagn 302
- 1969–1984: Stridsvagn 102
- 1969–2002: Bärgningsbandvagn 81
- 1975–1993: Infanterikanonvagn 91
- 1984–2000: Luftvärnsrobotbandvagn 701
- 1984–1992: Stridsvagn 101R
- 1992–1994: Stridsvagn 104
- 1984–2005: Haubits 77
- 1992–1994: Brobandvagn 941
- 1994–1995: Pansarvärnsrobotbandvagn 551
- 1995–2002: Stridsvagn 121
- 1998–1999: Brobandvagn 971
- 2001–2002: Stridsledningspansarbandvagn 4021
- 2001–2004: Pansarbandvagn 3026
- 2001–2005: Stridsfordon 90
- 2001–2005: Pansarbandvagn 401
- 2001–2005: Bärgningsbandvagn 90

## Förbandschefer
Förbandschefen titulerades brigadchef och hade åren 1942–1973 tjänstegraden överstelöjtnant och åren 1973–1976 och 1982–2000 tjänstegraden överste. Undantaget åren 1991–1994 då brigadchefen hade tjänstegraden överste av 1:a graden.

- 1942–1946: Erik Cavalli
- 1946–1948: Fale Burman
- 1948–1949: Esse Högstedt
- 1949–1954: Birger Pontén
- 1954–1960: Fredrik Wennberg
- 1960–1964: Gerhard Hjukström
- 1964–1965: Magnus Ehrenström
- 1965–1967: Curt Hermansson
- 1967–1976: Ragnar Tauvon
- 1976–1982: Brigaden upplöst
- 1982–1988: Björn Bernroth
- 1988–1991: Jan-Åke Andersson
- 1991–1994: Överste 1. graden Ulf Henricsson
- 1994–1998: Överste Lars Bergström
- 1998–2000: Överste Fhleming Christensen

## Namn, beteckning och förläggningsort
| 10. pansarbrigaden    | 1943        | – | 1949-09-30 |
| Södermanlandsbrigaden | 1949-10-01  | – | 1974-06-30 |
| Södermanlandsbrigaden | 1982-07-01? | – | 2000-06-30 |

| 10. pansarbrig | 1943        | – | 1949-09-30 |
| PB 10          | 1949-10-01  | – | 1957-03-31 |
| IB 10          | 1957-04-01  | – | 1963-03-31 |
| PB 10          | 1963-04-01  | – | 1974-06-30 |
| MekB 10        | 1982-07-01? | – | 2000-06-30 |

| Strängnäs garnison (F) | 1943 | – | 2000-06-30 |